# BB Talk
«BB Talk» — песня американской певицы Майли Сайрус из её пятого студийного альбома Miley Cyrus & Her Dead Petz. Певица представила свой трек во время своего концертного тура Milky Milky Milk Tour в ноябре и декабре.

## Музыкальное видео
10-секундное превью музыкального видео «BB Talk» было впервые показано на канале MTV 9 декабря 2015 года. Видеоклип был представлен 11 декабря 2015 года на их канале и позднее вечером на платформе Vevo. Он был создан режиссёром и хореографом Дайан Мартел и изображает Сайрус в виде взрослого ребёнка во всевозможных нарядах, в чепчике, подгузниках и с соской, окруженного огромными бутылками, вяло размышляющего о жизни, прячущегося в кроватке и бросающего еду.

## Участники записи
Источник:
- Майли Сайрус — вокал, автор, микширование
- Doron Dina — ассистент
- The Flaming Lips — продюсирование вокала, микширование
- Oren Yoel — продюсирование, инструменты, программинг
- Запись проходила на студии Love Yer Brain Studios
- Микширование велось в студии Whitley Room Studios (Голливуд, Калифорния)

## Чарты
| Чарт (2015-16)                       | Высшая позиция |
| ------------------------------------ | -------------- |
| Канада (Billboard Canadian Hot 100)  | 86             |
| США (Billboard + Twitter Top Tracks) | 1              |